# Dirhinus
Dirhinus är ett släkte av steklar. Dirhinus ingår i familjen bredlårsteklar.

## Dottertaxa tillDirhinus, i alfabetisk ordning[1]
- Dirhinus alticornis
- Dirhinus altispina
- Dirhinus anthracia
- Dirhinus antonii
- Dirhinus atricornis
- Dirhinus auratus
- Dirhinus bakeri
- Dirhinus banksi
- Dirhinus browni
- Dirhinus caelebs
- Dirhinus clavatus
- Dirhinus claviger
- Dirhinus cyprius
- Dirhinus deplanatus
- Dirhinus dives
- Dirhinus ehrhorni
- Dirhinus emersoni
- Dirhinus excavatus
- Dirhinus flavicornis
- Dirhinus garouae
- Dirhinus giffardii
- Dirhinus gussakovskii
- Dirhinus hesperidum
- Dirhinus himalayanus
- Dirhinus inflexus
- Dirhinus lakhimpuriensis
- Dirhinus linearis
- Dirhinus loriae
- Dirhinus madagascariensis
- Dirhinus neotropicus
- Dirhinus nidicolus
- Dirhinus parotideus
- Dirhinus perideus
- Dirhinus pilifer
- Dirhinus pusillus
- Dirhinus reticulatus
- Dirhinus rossettoi
- Dirhinus salinae
- Dirhinus schwarzi
- Dirhinus secundarius
- Dirhinus sinon
- Dirhinus sureshani
- Dirhinus texanus
- Dirhinus variocelli
- Dirhinus vultur